# Canottaggio ai Giochi della XXX Olimpiade - Otto maschile
L'otto maschile dei Giochi della XXX Olimpiade si è svolto tra il 28 luglio e il 1º agosto 2012. Hanno partecipato 8 equipaggi.
La gara è stata vinta dall'equipaggio tedesco, che ha vinto la finale con il tempo di 5'48"75; le medaglie d'argento e di bronzo sono andate rispettivamente all'equipaggio canadese e a quello britannico.

## Formato
Gli equipaggi sono divisi in due batterie; i due vincitori accedono alla finale, mentre gli altri competono in un ripescaggio che qualifica altri quattro equipaggi. I due equipaggi eliminati al ripescaggio competono in una finale B per i piazzamenti.

## Programma
| Data           | Ora (BST/UTC+1) | Turno      |
| -------------- | --------------- | ---------- |
| 28 luglio 2012 | 10:10           | Batterie   |
| 30 luglio 2012 | 9:50            | Ripescaggi |
| 1º agosto 2012 | 10:30           | Finali     |

## Risultati

### Batterie
| Pos. | Atleti                                                                                     | Nazione     | Tempo   | Note |
| ---- | ------------------------------------------------------------------------------------------ | ----------- | ------- | ---- |
| 1    | Banks, G James, R James, Miller, Lanzone, Kasprzyk, Cornelius, Newlin, Vlahos              | Stati Uniti | 5'30"72 | Q    |
| 2    | Loch, Hegerty, McKenzie-McHarg, Coudraye, Swann, Booth, Ryan, Purnell, Lister              | Australia   | 5'32"43 | R    |
| 3    | Brzeziński, Juszczak, Burda, Hojka, Schodowski, Szpakowski, Aranowski, Hejmej, Trojanowski | Polonia     | 5'35"64 | R    |
| 4    | Choljaznykov, Hrebennykov, Tymko, Moroz, Pryveda, Kljeckoy, Lykov, Čykanov, Konovaljuk     | Ucraina     | 5'38"02 | R    |

| Pos. | Atleti                                                                           | Nazione       | Tempo   | Note |
| ---- | -------------------------------------------------------------------------------- | ------------- | ------- | ---- |
| 1    | Adamski, Kuffner, Johannesen, Reinelt, Schmidt, Müller, Mennigen, Wilke, Sauer   | Germania      | 5'25"52 | Q    |
| 2    | Partridge, Foad, Ransley, Egington, Sbihi, Searle, Langridge, Louloudis, Hill    | Gran Bretagna | 5'27"61 | R    |
| 3    | Hamburger, Simon, Blink, Vellenga, Braas, Klaassen, Siegelaar, Steenman, Wiersum | Paesi Bassi   | 5'28"99 | R    |
| 4    | Bergen, Csima, Gibson, McCabe, Howard, Byrnes, Brown, Crothers, Price            | Canada        | 5'37"91 | R    |

### Ripescaggio
| Pos. | Atleti                                                                                     | Nazione       | Tempo   | Note |
| ---- | ------------------------------------------------------------------------------------------ | ------------- | ------- | ---- |
| 1    | Partridge, Foad, Ransley, Egington, Sbihi, Searle, Langridge, Louloudis, Hill              | Gran Bretagna | 5'26"85 | Q    |
| 2    | Bergen, Csima, Gibson, McCabe, Howard, Byrnes, Brown, Crothers, Price                      | Canada        | 5'27"41 | Q    |
| 3    | Hamburger, Simon, Blink, Vellenga, Braas, Klaassen, Siegelaar, Steenman, Wiersum           | Paesi Bassi   | 5'27"98 | Q    |
| 4    | Loch, Hegerty, McKenzie-McHarg, Coudraye, Swann, Booth, Ryan, Purnell, Lister              | Australia     | 5'28"67 | Q    |
| 5    | Brzeziński, Juszczak, Burda, Hojka, Schodowski, Szpakowski, Aranowski, Hejmej, Trojanowski | Polonia       | 5'30"34 |      |
| 6    | Kholyaznykov, Grebennykov, Tymko, Moroz, Pryveda, Kletskoy, Lykov, Chykanov, Konovaliuk    | Ucraina       | 5'42"19 |      |

### Finali
| Pos. | Atleti                                                                                     | Nazione | Tempo   | Note |
| ---- | ------------------------------------------------------------------------------------------ | ------- | ------- | ---- |
| 1    | Brzeziński, Juszczak, Burda, Hojka, Schodowski, Szpakowski, Aranowski, Hejmej, Trojanowski | Polonia | 5'57"67 |      |
| 2    | Kholyaznykov, Grebennykov, Tymko, Moroz, Pryveda, Kletskoy, Lykov, Chykanov, Konovaliuk    | Ucraina | 6'07"33 |      |

| Pos. | Atleti                                                                           | Nazione       | Tempo   | Note |
| ---- | -------------------------------------------------------------------------------- | ------------- | ------- | ---- |
|      | Adamski, Kuffner, Johannesen, Reinelt, Schmidt, Müller, Mennigen, Wilke, Sauer   | Germania      | 5'48"75 |      |
|      | Bergen, Csima, Gibson, McCabe, Howard, Byrnes, Brown, Crothers, Price            | Canada        | 5'49"98 |      |
|      | Partridge, Foad, Ransley, Egington, Sbihi, Searle, Langridge, Louloudis, Hill    | Gran Bretagna | 5'51"18 |      |
| 4    | Banks, G James, R James, Miller, Lanzone, Kasprzyk, Cornelius, Newlin, Vlahos    | Stati Uniti   | 5'51"48 |      |
| 5    | Hamburger, Simon, Blink, Vellenga, Braas, Klaassen, Siegelaar, Steenman, Wiersum | Paesi Bassi   | 5'51"72 |      |
| 6    | Loch, Hegerty, McKenzie-McHarg, Coudraye, Swann, Booth, Ryan, Purnell, Lister    | Australia     | 5'51"87 |      |